# Philaeus
Philaeus é um gênero da família das aranhas papa-moscas e da subfamília dos plexipíneos.

## Distribuição
Philaeus tem ampla distribuição, com a maioria das espécies provenientes da região mediterrânea e do África Ocidental. As espécies mais conhecidas são de Guatemala e das ilhas de Galápagos.

## Espécies

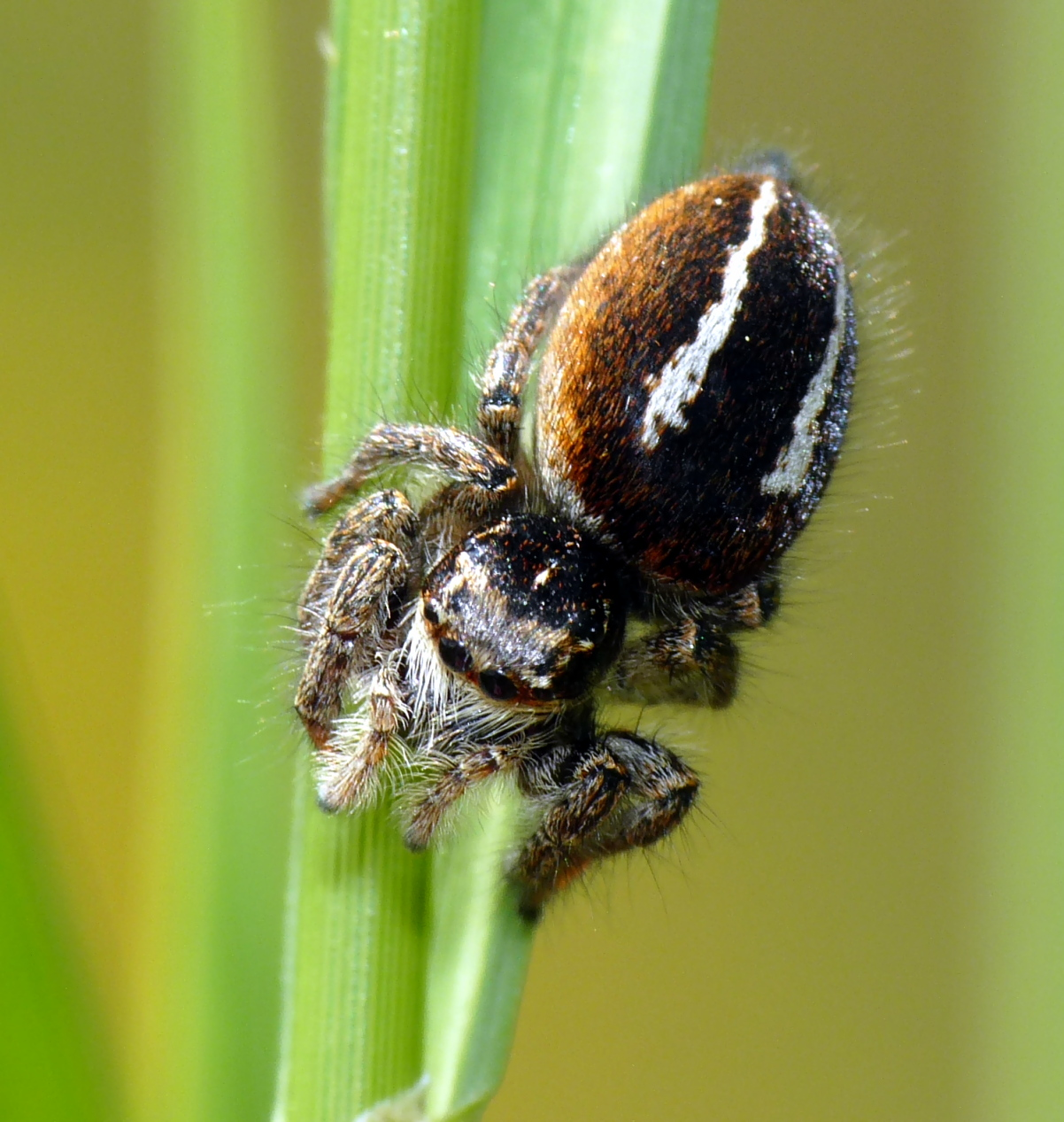
fêmea de Philaeus chrysops

- Philaeus albovariegatus (Simon, 1871) — Espanha, Sicília
- Philaeus chrysops (Poda, 1761) — Paleártico
- Philaeus corrugatulus Strand, 1917 — Argélia
- Philaeus daoxianensis Peng, Gong & Kim, 2000 — China
- Philaeus fallax (Lucas, 1846) — Argélia
- Philaeus jugatus (L. Koch, 1856) — Espanha
- Philaeus pacificus Banks, 1902 — Galápagos
- Philaeus raribarbis Denis, 1955 — Marrocos
- Philaeus ruber Peckham & Peckham, 1885 — Guatemala
- Philaeus stellatus Franganillo, 1910 — Portugal
- Philaeus steudeli Strand, 1906 — África Ocidental
- Philaeus superciliosus Bertkau, 1883 — Alemanha
- Philaeus varicus (Simon, 1868) — Espanha a Rússia